# Kapingamarangi

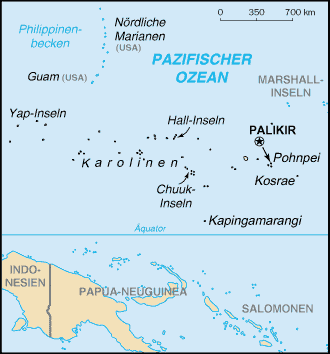
Karte Mikronesiens mit Lage von Kapingamarangi

Kapingamarangi ist ein isoliert gelegenes Atoll im zentralen Pazifischen Ozean. Es liegt im äußersten Südwesten des Bundesstaats Pohnpei der Föderierten Staaten von Mikronesien. Von der auf der Insel Pohnpei gelegenen Hauptstadt der Föderierten Staaten von Mikronesien ist das Atoll über 750 km entfernt.

## Geographie
Kapingamarangi liegt lediglich 115 km nördlich des Äquators; die nächste Landmasse ist das Atoll Nukuoro im Norden in etwa 300 km Entfernung.
Die Gesamtfläche einschließlich der Lagune beträgt 82,1 km², davon sind 1,12 km² Landfläche, die sich auf 33 kleine palmenbewachsene Inseln an der Ostseite des Atolls verteilt. Auf der Westseite ist das Riff bei Hochwasser fast überflutet.
Das Atoll hat 350 Einwohner (Stand 2010). Es bildet eine Gemeinde des mikronesischen Bundesstaats Pohnpei. Hauptinsel und Sitz der Gemeinde sowie des Häuptlings ist die im Osten gelegene Insel Touhou, die etwa einen Meter aus dem Meer ragt und im Norden mit der Insel Veilua (Ueru) über einen schmalen Damm verbunden ist.

## Fauna
Eine endemische Geckoart des Atolls ist Perochirus scutellatus, die auf mindestens 18 der Inseln vorkommt. Die IUCN stuft sie als nicht gefährdet ein, jedoch besteht eine mögliche zukünftige Bedrohung durch steigende Meeresspiegel infolge der globalen Erwärmung.

## Sprache
Die Einwohner sprechen die kapingamarangische Sprache. Diese zählt zum samoanischen Zweig der polynesischen Sprachen. Kapingamarangi gehört deshalb zu den außerhalb des polynesischen Dreiecks liegenden Exklaven Polynesiens.

## Inseln
Die 33 Inseln von Nord nach Süd, am Ostrand des Atolls verlaufend, sind (mit Flächenangaben):
| Nr. | Motu           | Fläche (ha) | Einwohner 1947 |
| --- | -------------- | ----------- | -------------- |
| 1   | Torongahai     | 7,89        |                |
| 2   | Ringutori      | 10,80       |                |
| 3   | Rikumanu       | 0,36        |                |
| 4   | Turuaimu       | 0,81        |                |
| 5   | Pepeio         | 0,28        |                |
| 6   | Nunakita       | 5,75        |                |
| 7   | Hukuniu        | 0,36        |                |
| 8   | Parakahi       | 1,25        |                |
| 9   | Werua          | 16,75       | 183            |
| 10  | Touhou         | 3,72        | 293            |
| 11  | Taringa        | 5,02        | 31             |
| 12  | Pungupungu     | 0,16        |                |
| 13  | Matiro         | 4,17        | 13             |
| 14  | Matuketuke     | 0,40        |                |
| 15  | Ramotu         | 1,42        |                |
| 16  | Sakenge        | 0,93        |                |
| 17  | Matawhei       | 0,28        |                |
| 18  | Hukuhenua      | 2,02        | 7              |
| 19  | Hepepa         | 0,93        |                |
| 20  | Tipae          | 0,65        |                |
| 21  | Tetau          | 3,16        |                |
| 22  | Nikuhatu       | 0,93        |                |
| 23  | Takairongo     | 1,58        |                |
| 24  | Tangawaka      | 2,83        |                |
| 25  | Hare           | 32,17       |                |
| 26  | Herokoro       | 1,54        |                |
| 27  | Tirakau        | 0,73        |                |
| 28  | Tariha         | 0,89        |                |
| 29  | Tiahu          | 0,24        |                |
| 30  | Tokongo        | 0,73        |                |
| 31  | Tirakaume      | 0,53        |                |
| 32  | Pumatahati     | 2,55        |                |
| 33  | Matukerekere   | 0,01        |                |
|     | Kapingamarangi | 111,85      | 527            |

Fünf Inseln sind permanent bewohnt. Die Verteilung der Bevölkerung auf die Inseln ist aus dem Jahr 1947 bekannt. Weitere Inseln weisen zwar Wohngebäude auf, sind jedoch nicht ganzjährig bewohnt, sondern etwa nur zur Produktion von Kopra. Hare etwa wies 29 Wohngebäude auf (1947).

## Geschichte
Auf der Karte von Friedrich Benjamin von Lütke von 1828 ist das Atoll unter dem mikronesischen Namen Pyguirame mit einem Fragezeichen eingetragen.
Kapingamarangi wurde möglicherweise bereits 1537 von Hernando de Grijalva aufgefunden, doch die erste sichere Entdeckung stammt von Edmund Fanning auf der Tonquin am 25. April 1809.
Im Jahre 1825 (genauere Daten sind nicht bekannt) erfolgten zwei Sichtungen:
- durch das britische Walfangschiff Greenwich, Emmett Master, Eigner Samuel Enderby[7]
- und durch Prince B. Mooers vom amerikanischen Walfangschiff Spartan[8]

Weitere Sichtungen waren:
- 1827, Walfangschiff Atlantic aus Nantucket, Master John J. Gardner.[9]

- 20. Dezember 1853 durch Kommandant Tardy de Montravel von der französischen Korvette La Constantine[10]

- 8. September 1864 durch W. Symington vom Schiff Northfleet, Heimathafen London[11]

- 21. August 1865 die spanische Fregatte Berenguela[12]

Von 1899 bis 1914 war Kapingamarangi Teil der deutschen Kolonie Deutsch-Neuguinea.
Im August 1914 wurde das Atoll durch die japanische Marine besetzt. 1916 wurde ein Teil der Bevölkerung nach Pohnpei umgesiedelt, wo noch heute (2011) ca. 1500 ihre Muttersprache sprechende Kapingamaranginer wohnen.
Eine Kuriosität ist, dass Kapingamarangi, während der spanischen Kolonialzeit wie noch drei weitere Miniarchipele in Mikronesien als Pescadores bezeichnet, im Deutsch-Spanischen Vertrag von 1899 offensichtlich vergessen wurde und demzufolge theoretisch noch spanisches Territorium ist. Aufgrund der geringen Bedeutung erhob Spanien jedoch nie Besitzansprüche auf den Archipel.